# Суботов
Су́ботов (укр. Су́ботів), Субботово — село в Черкасском районе Черкасской области Украины, на реке Тясмине, в 8 верстах от Чигирина. Выросло на месте родовой усадьбы (хутора) Богдана Хмельницкого.

## История
Отец Богдана Хмельницкого, Михаил, в начале XVII века получил в пожизненное владение от Станислава Жолкевского на землях Чигиринского староства Польской Руси над рекой Тясмин незаселённое урочище. В 1630-х годах стараниями семьи Хмельницких это уже был богатый хутор с панским домом, мельницей, прудом и большим садом.
К этому хутору Богдан лично выпросил у польского короля Владислава IV степные земли за рекой, которые были заселены крестьянами и которые платили Хмельницкому подати (закрепостил их). На этих землях были пасеки, гумна и корчмы.
В 1653 году напротив несохранившегося гетманского дома была построена Ильинская церковь.

## Ильинская церковь

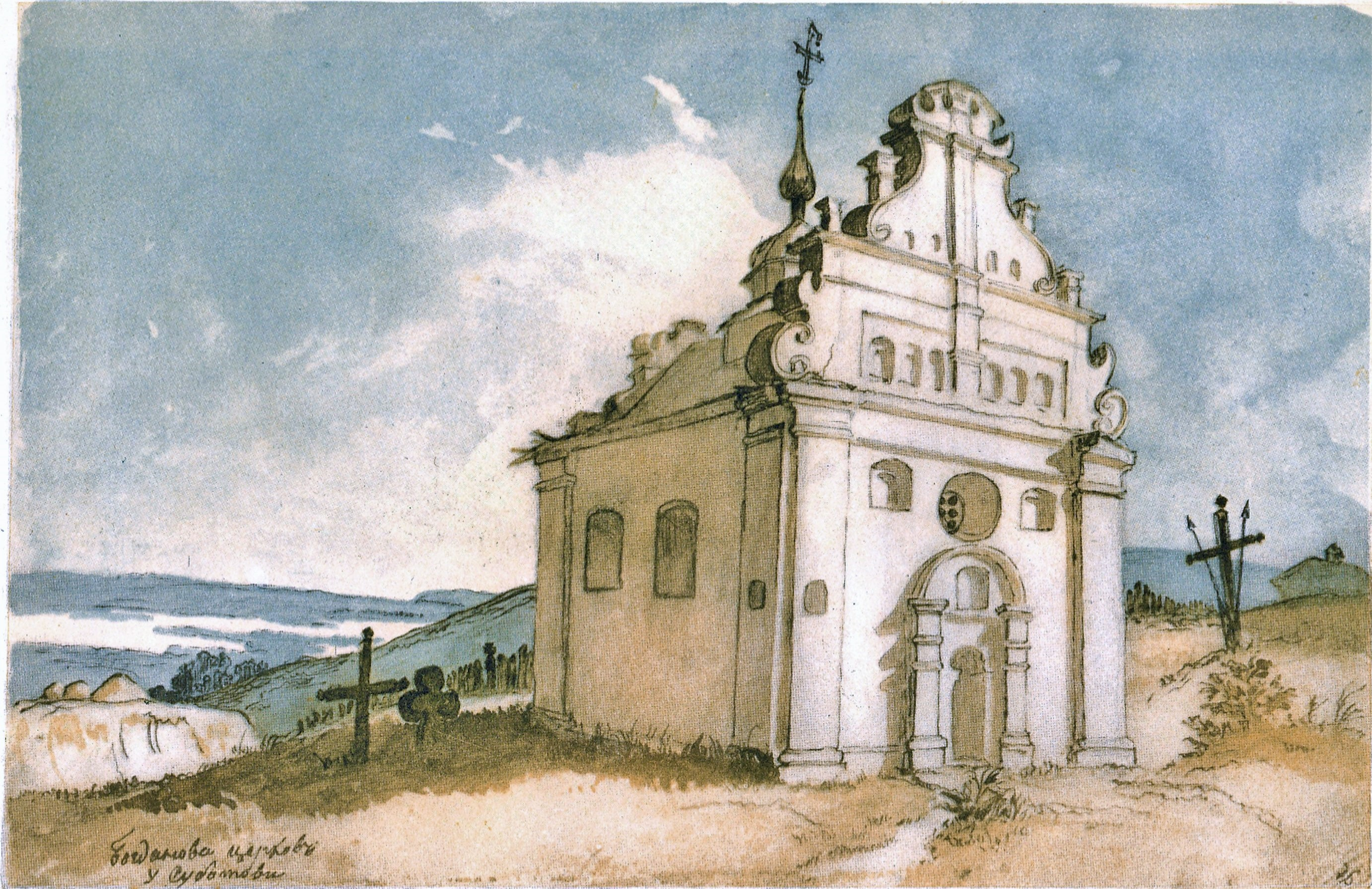
Тарас Шевченко. «Богдановая церковь в Суботове». 1845

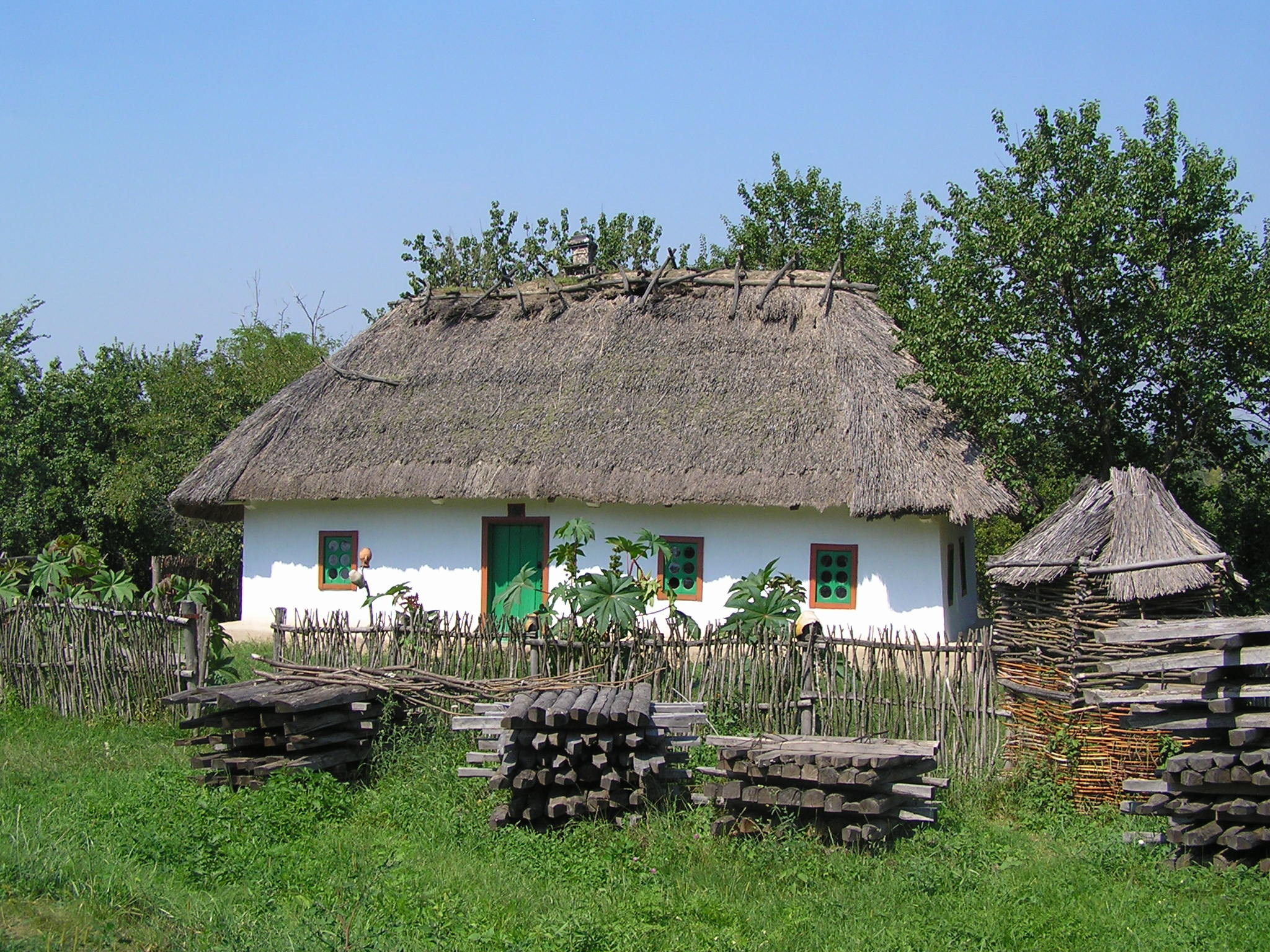
Хата ХІХ ст.

Ильинскую церковь, или же храм святого пророка Ильи, начали возводить в 1653 году, по приказу и на средства Богдана Хмельницкого.
Церковь была одновременно и оборонительным сооружением. В плане она практически квадратная, её размеры — 18,19 на 15,91 метров с шестигранным выступом алтаря на востоке. Толщина стен — около 2 метров.
В ней в 1657 году был похоронен Богдан Хмельницкий. В 1869 году церковь реставрировали и возвели около неё колокольню. Во времена СССР храм дважды закрывали. С 1990 года церковь снова действует.
Изображение Ильинской церкви присутствует на оборотной стороне купюры достоинством в 5 гривен.